# Philippe Roberts-Jones
O Barão Philippe Roberts-Jones (Ixelles, 8 de novembro de 1924 - 9 de agosto de 2016) foi um historiador de arte belga, que era o chefe de conservação dos Museus Reais de Belas-Artes da Bélgica. Um membro da Academia Real de Ciências, Letras e Belas-Artes da Bélgica, da qual foi presidente em 1980, ele também era um membro da Academia Livre da Bélgica e professor da Université Libre de Bruxelles. Ele também foi um poeta publicado.